# Tezel
Tezel ist ein türkischer männlicher und weiblicher Vorname persischer und türkischer Herkunft mit der Bedeutung „geschickt, gewandt“, der auch als Familienname auftritt.

## Namensträger

### Familienname
- Aylin Tezel (* 1983), deutsche Schauspielerin und Tänzerin
- Ayşe Tezel (* 1980), britisch-türkische Schauspielerin
- Uğur Tezel (* 1997), deutsch-türkischer Fußballspieler